# Indiscernabilité topologique
Soit X un espace topologique et x et y des éléments de X.
On dit que x et y sont (topologiquement) indiscernables si tout voisinage de x contient y et si tout voisinage de y contient x.
À l'inverse, on dit que x et y sont (topologiquement) discernables s'ils ne sont pas indiscernables. Plus précisément, s'il existe un voisinage de x qui ne contient pas y ou s'il existe un voisinage de y qui ne contient pas x.
Il est évident que deux éléments discernables doivent être distincts (car x appartient à tout voisinage de x). Réciproquement, si tous x et y distincts sont discernables, X est dit T0.
La relation « sont indiscernables » est une relation d'équivalence.

## Propriétés

### Relation d'équivalence
Notons {\displaystyle {\mathcal {R}}} la relation binaire « sont indiscernables ».
En notant {\displaystyle \preceq } le préordre de spécialisation, on voit alors facilement que l'on a :
Ainsi nous rendons-nous compte que {\displaystyle {\mathcal {R}}} est une relation d'équivalence : celle naturellement associée au préordre.

### Caractérisations
Soit {\displaystyle x,y\in X}.
Les assertions suivantes sont équivalentes :
- {\displaystyle x} et {\displaystyle y} sont indiscernables ;
- {\displaystyle \forall \,V_{x}\in {\mathcal {V}}(x),\forall \,V_{y}\in {\mathcal {V}}(y),\;(y\in V_{x})\wedge (x\in V_{y})} ;
- {\displaystyle (x\preceq y)\wedge (y\preceq x)} ;
- {\displaystyle {\overline {\{x\}}}={\overline {\{y\}}}}.